# 官会镇
官会镇，是中华人民共和国河南省周口市項城市下辖的一个乡镇级行政单位。

## 行政区划
官会镇下辖以下地区：
官会村、高赵庄村、刘楼村、高庄村、路营村、蔡庄村、时桥村、孙寨村、靳庄村、韩营村、时庄村、李桥村、腰庄村、徐庄村、郑楼村、毛楼村、公刘村、沙庙村、于庙村、纪庄村、范桥村、马老庄村、汾庄村、李四坑村、帮粮集村、薛楼村和李赵庄村。